# 踢睪

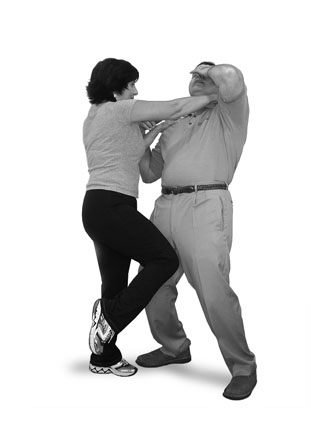
一名女子踢向一名男子的睪丸。

踢睪是一種戀物癖形式與色情的子類型，指的是一個男人的睪丸被另一人以踢擊或用拳頭攻擊的方式虐待同時也達到快速射精的效果，施虐與受虐的雙方可以是同性或異性關係。這種行為最初是在日本受到歡迎，現在已經遍佈世界各地。